# バララーマ
バララーマ（サンスクリット語：बलराम、 IAST ：バララーマ）はプラーナ文献の伝統による9番目のアヴァターラである。ヒンドゥー教の神で弟はクリシュナ。
バララーマは他のアヴァターラとは違って、ヴィシュヌ自身ではなくむしろヴィシュヌの蛇アナンタである。彼は、トライアドの神の1人として、ジャガンナートの伝統において特に重要でバラデバ、バラバドラ、ハラダラ、ハラユーダとしても知られており  最初の2つの形容詞は彼の強さを示し、最後の2つは、必要に応じて農機具を武器として使用した神として、彼を農業や農民との強い関係からハラ（ランガラ、「すき」） と関連付けられている  
紀元後の最初の1000年の後半、インドで仏教が栄えると共にブッダが9番目のアヴァターラであると言われる事が顕著になり、それはヒンドゥー教に同化された（これがインドでの仏教の衰退に寄与した）。
ヴィシュヌ派の詩人ジャヤデーヴァ・ゴスヴァミ（12世紀）の有名な『ギータ・ゴーヴィンダ』のダシャーヴァターラ・ストートラではバララーマ（8番目のアヴァターラとして）とブッダ（9番目のアヴァターラとして）両方が賛美されている。
ブッダはそのため多くのヒンドゥー教徒からブッダデーヴ（「聖なるブッダ」）と見なされる。しかし、仏教徒はブッダをアヴァターラとして考えない。現在のブッダをアヴァターラと考える著名なヒンドゥー思想家にサルヴパッリー・ラーダークリシュナンがいる。
一方、ドヴァイタの支持者は、異なった基準を（即ちヴェーダなどを拒絶して）説くため、特にブッダをアヴァターラと考えずに代わりにバララーマをそうであると考える。

## 歴史

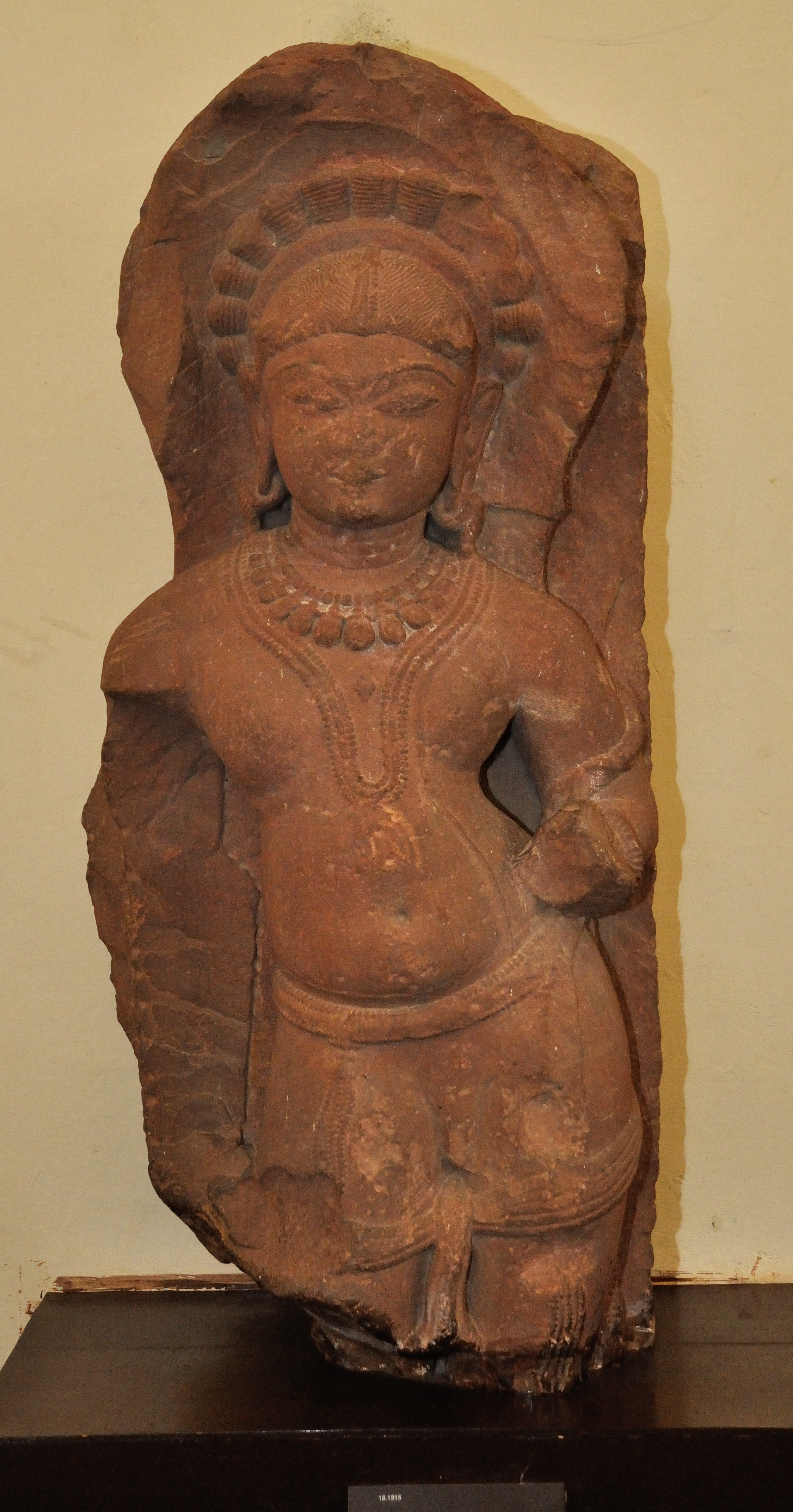
マトゥラのバララーマ、中世初期（西暦8〜13世紀）。

### コイン、芸術、碑文

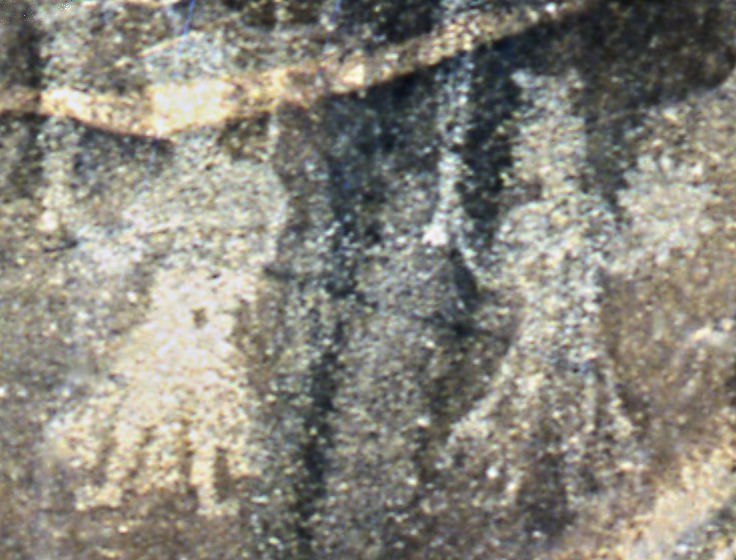
（バラ）ラマとクリシュナとチラスの属性。近くのカローシュティー文字の碑文には、ラマ[kri]ṣaと書かれています。西暦1世紀。

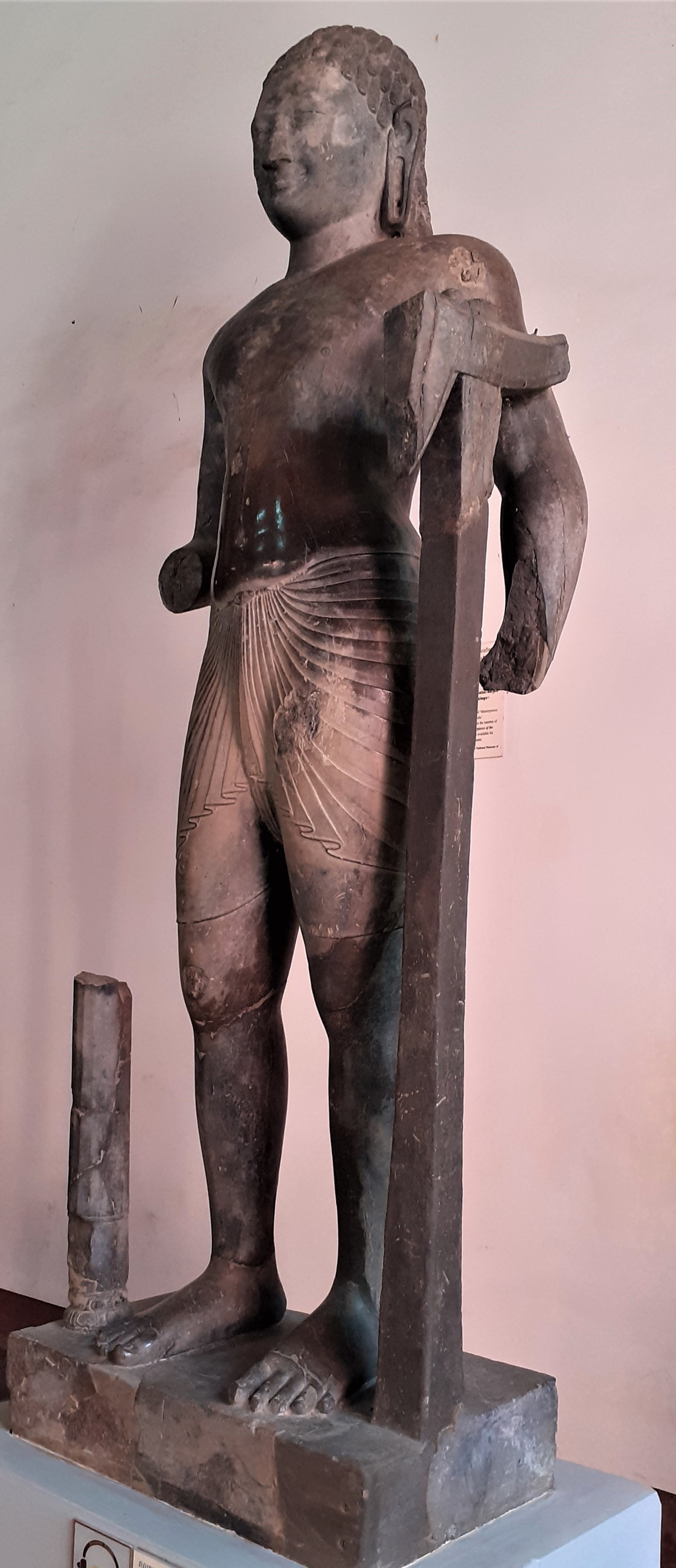
カンボジア、タケオ、アンコールボレイのプノンダからの6世紀のバララーマ。現在、カンボジア国立博物館に展示されています。

### 幼年期と結婚

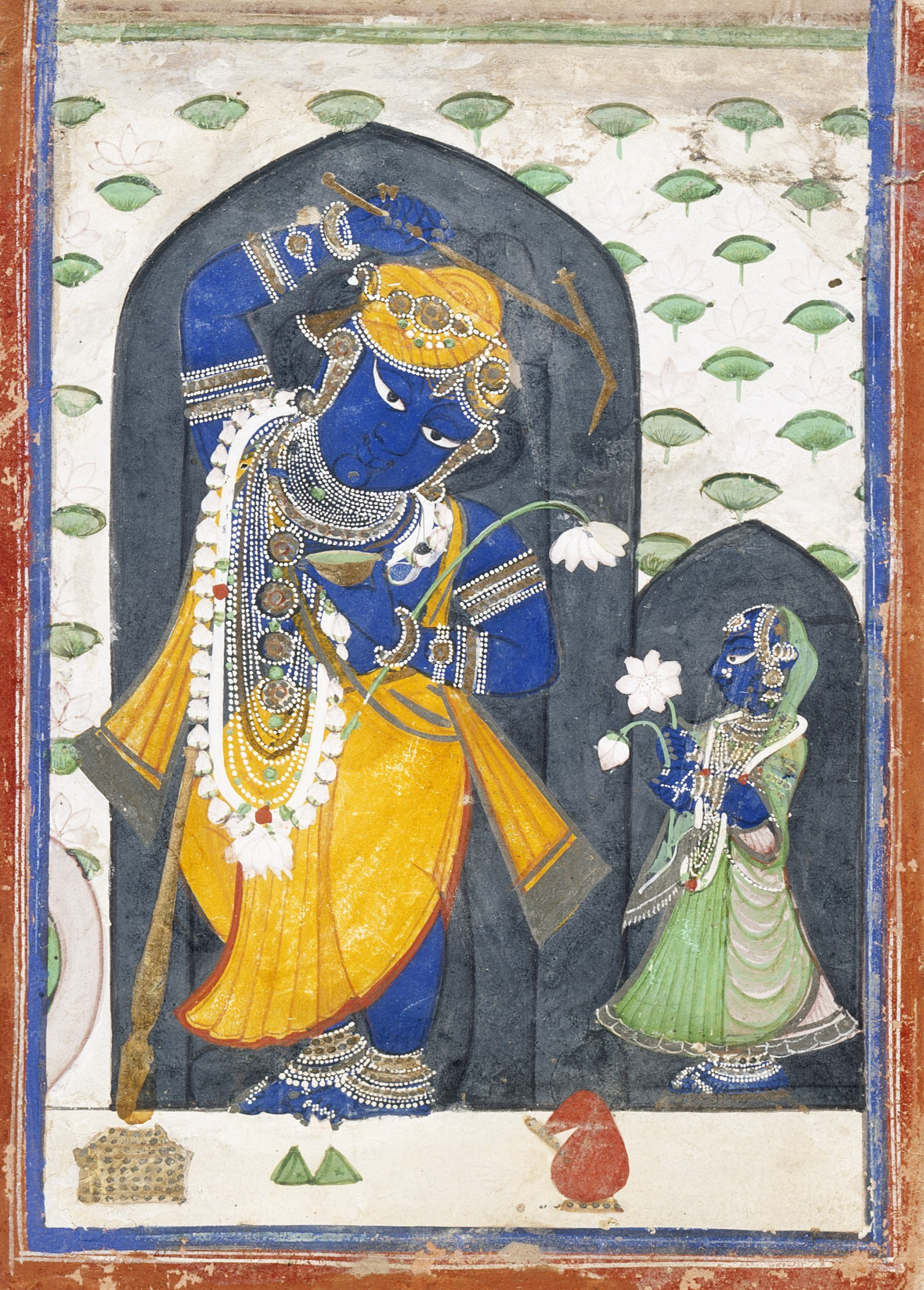
バララーマとその配偶者レヴァティ（右）、ナスドゥワラ絵画。

### マハーバーラタのクルクシェトラ戦争

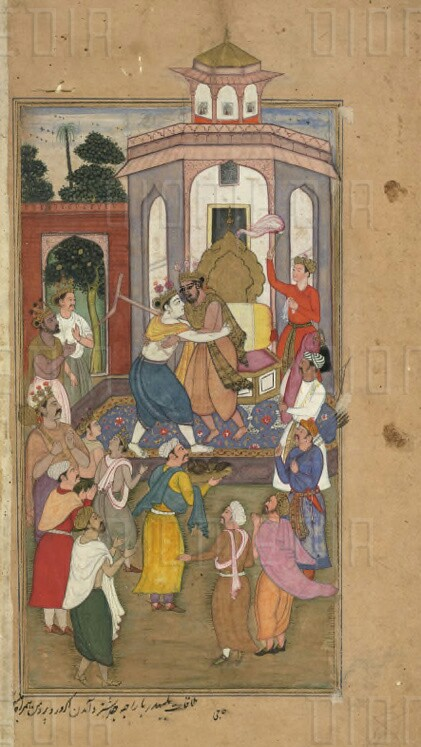
バララーマはユディシュティラをアクルラとプラディウムナと一緒に抱きしめ、巡礼に行きました。

## 伝説

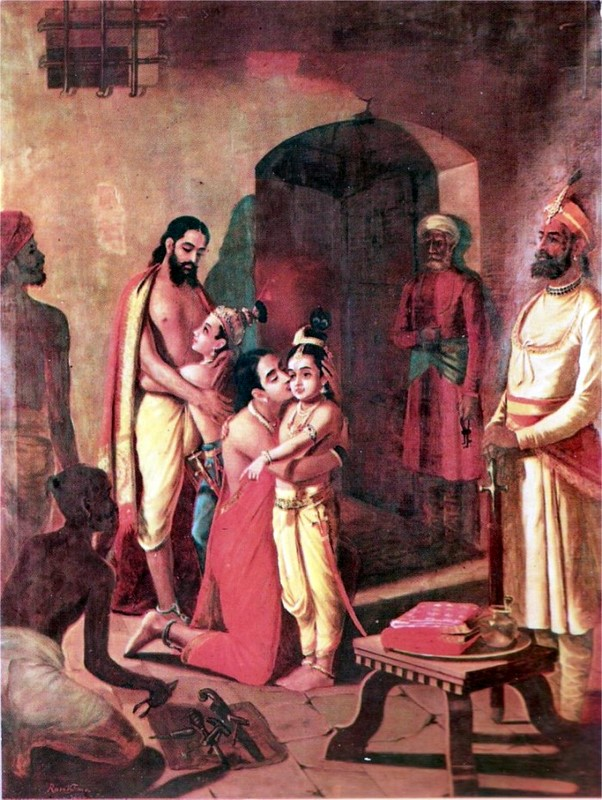
クリシュナとバララーマは両親に会います。ラジャラヴィヴァルマによる19世紀の絵画

### 意義
ヒンズー教の伝統では、バララーマは農民の守護神であり、農具と繁栄の「知識の先駆者」であることを意味しています。 彼はほとんどの場合、バターを盗んだり、子供の頃のいたずらをしたり、弟のクリシュナが土を食べたとヤショダに不平を言ったり、牛舎で遊んだり、教祖サンディパニの学校で一緒に勉強したり、邪悪なレスラーと戦ったりするなど、クリシュナと一緒に見せられ、説明されます二人の兄弟を殺すためにカムサによって送られた。 彼はクリシュナの絶え間ない伴侶であり、常に用心深く、ヴィシュヌ派のプスティマルガの伝統の形容詞「Luk Luk Dauji」 （またはLuk Luk Daubaba ）につながりました。  彼は農業従事者のための創造的な知識の貯蔵庫です。ヤムナ川の水をヴリンダーヴァンに運ぶために水路を掘った知識。果樹園、農場、森林を復元しました。商品や飲み物を生産しました。  

## 図像学

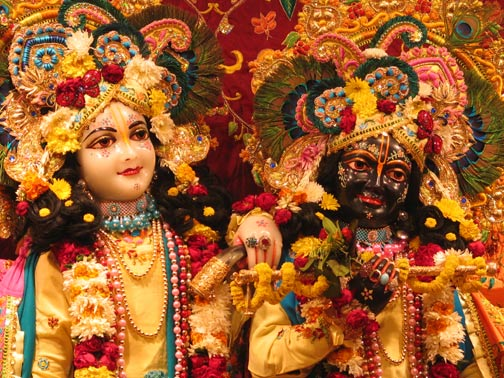
ヴリンダーヴァンのクリシュナ-バララーマ寺院のクリシュナ-バララーマの神々

### 彫刻

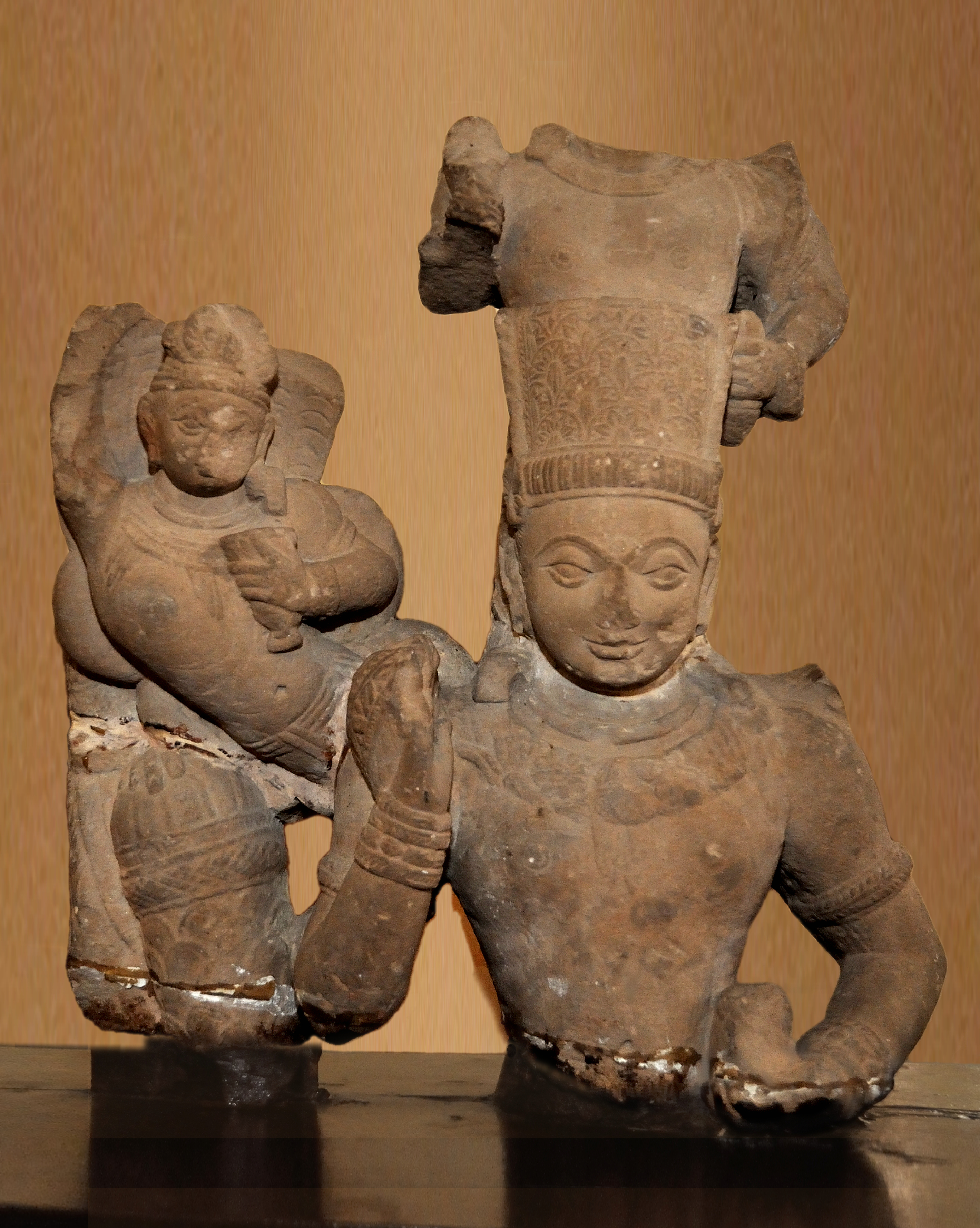
Chatur-vyūha ： Vasudeva-Krishnaの右側にある蛇のフードと飲用カップを備えたバララーマ。西暦2世紀、マチュラの芸術。
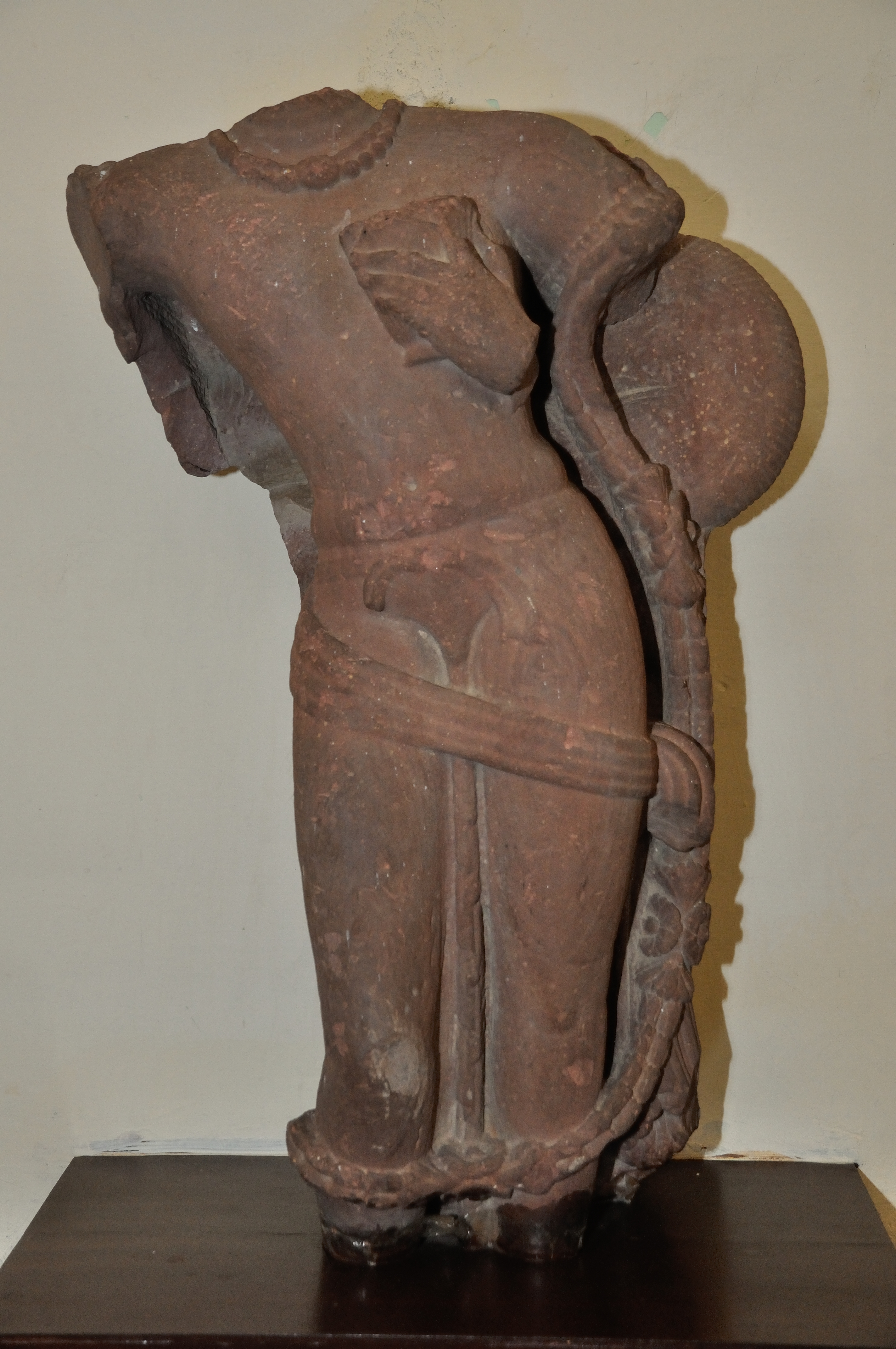
バララーマ、グプタ朝、マトゥラ
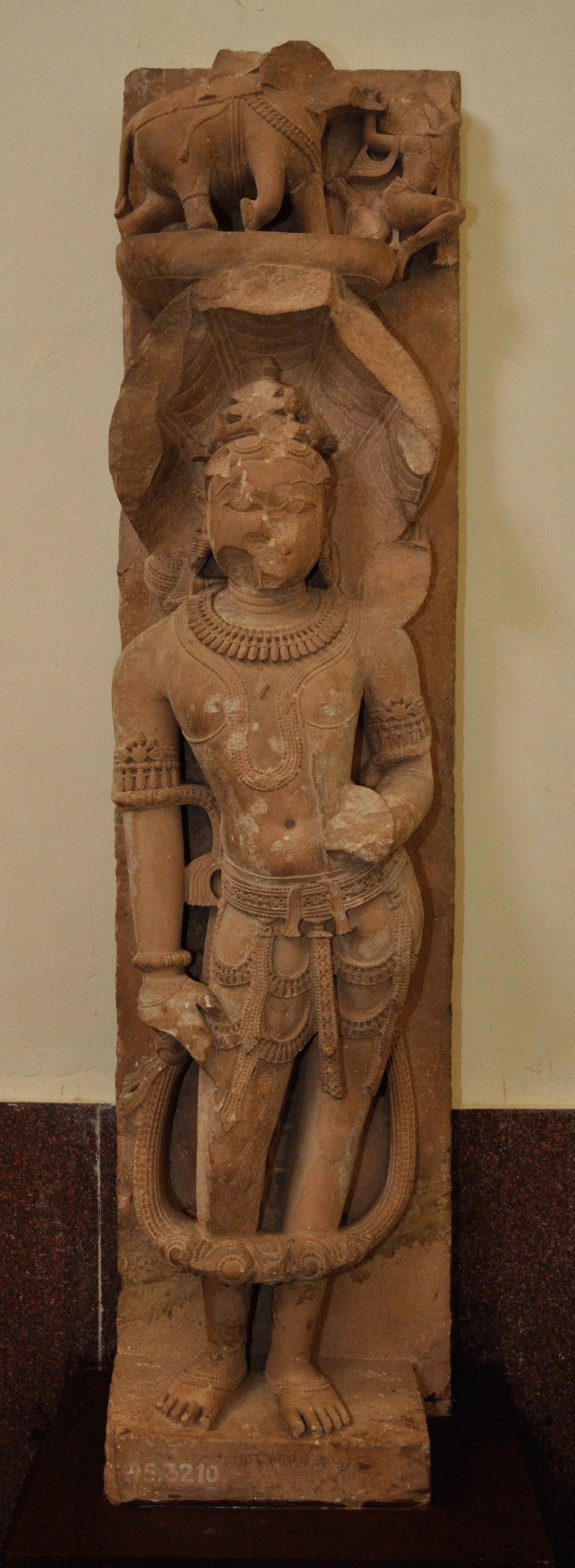
バララーマ、中世、マトゥラ
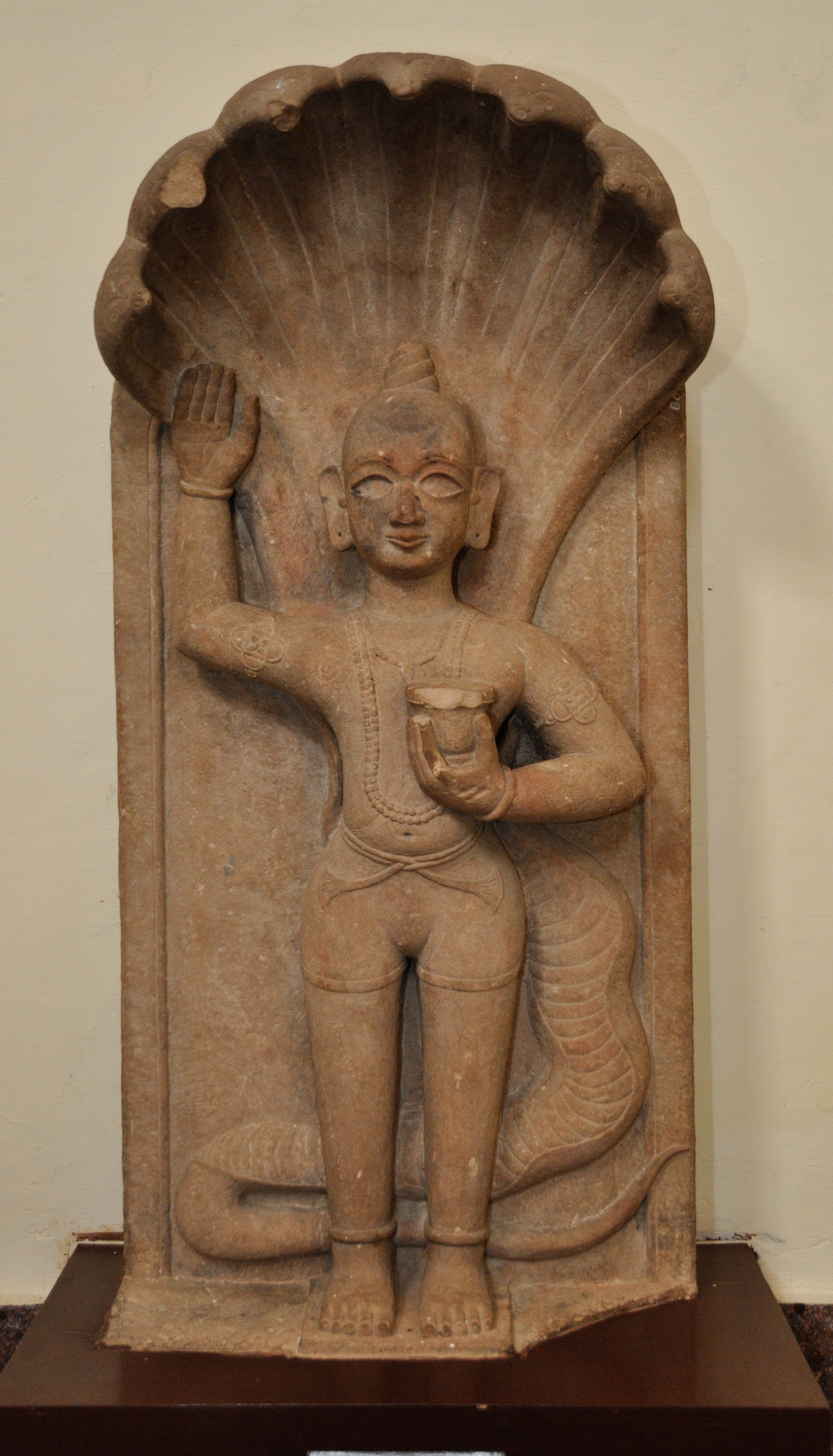
バララーマ、18世紀、マトゥラ